# Кубок Ліхтенштейну з футболу 1967—1968
Кубок Ліхтенштейну з футболу 1967—1968 — 23-й розіграш кубкового футбольного турніру в Ліхтенштейні. Титул здобув Вадуц.

## Перший раунд
Вільні від матчів Трізен та Вадуц.
| Команда 1      | Рахунок | Команда 2   |
| -------------- | ------- | ----------- |
| Вадуц-2        | 2–1     | Ешен-Маурен |
| Ешен-Маурен II | 3–1     | Бальцерс II |
| Трізен II      | 1–10    | Шан         |
| Руггелль       | 4–3     | Бальцерс    |

## Другий раунд
Вільні від матчів Трізен та Вадуц.
| Команда 1 | Рахунок | Команда 2      |
| --------- | ------- | -------------- |
| Шан       | 4–0     | Вадуц-2        |
| Руггелль  | 7–0     | Ешен-Маурен II |

## 1/2 фіналу
| Команда 1 | Рахунок | Команда 2 |
| --------- | ------- | --------- |
| Руггелль  | 0–3     | Трізен    |
| Вадуц     | 2–1     | Шан       |

## Матч за 3-є місце
| Команда 1 | Рахунок | Команда 2 |
| --------- | ------- | --------- |
| Шан       | 4–1     | Руггелль  |

## Фінал
| Команда 1 | Рахунок | Команда 2 |
| --------- | ------- | --------- |
| Вадуц     | 4–2     | Трізен    |